# Noppol Pitafai
Noppol Pitafai ou นพพล ปิตะฝ่าย en thaï, né le 1er février 1985 à Roi Et, est un footballeur thaïlandais.

## Palmarès

### En club
- Bangkok Glass :
  - Vainqueur de la Coupe de Singapour en 2010.